# Colpotrochia coenuta
Colpotrochia coenuta là một loài tò vò trong họ Ichneumonidae.